# Domen Črnigoj
Domen Črnigoj (Capodistria, 18 novembre 1995) è un calciatore sloveno, centrocampista e della nazionale slovena.

## Caratteristiche tecniche
Centrocampista di piede destro, Črnigoj è in grado di giocare interno di centrocampo o esterno offensivo. Forte fisicamente, sa farsi valere nel gioco aereo e nei contrasti (in cui talvolta è duro, irruento e aggressivo) oltre a essere pericoloso negli inserimenti offensivi. Al contempo dispone di un tiro potente.

## Carriera

### Club

#### Koper e Lugano
Cresciuto nelle giovanili del Koper, ha debuttato in prima squadra nel 2012.
Rimane nel club sloveno fino al 2015, anno in cui si trasferisce al Lugano. Con gli svizzeri milita per 5 anni, arrivando a giocare in Europa League prima di svincolarsi il 20 maggio 2020.

#### Venezia
Il 21 agosto 2020 si accasa al Venezia, con cui firma un contratto triennale. Il 27 dicembre 2020 segna la sua prima rete con i veneti, accorciando le distanze nella partita casalinga con la Salernitana, persa per 2-1.. Realizza tre gol e contribuisce alla promozione in Serie A del club veneto dopo i play-off.
Nella stagione 2021-2022 esordisce in Serie A il 27 agosto 2021, nella partita in casa dell'Udinese, persa per 3-0. Il 5 dicembre segna la sua prima rete nella massima serie italiana, nella partita che il Venezia perderà in casa con il Verona per 3-4.

#### Prestiti a Salernitana e Reggiana
Il 26 gennaio 2023 viene ceduto in prestito con diritto di riscatto alla Salernitana. Il giorno dopo esordisce subito con i granata nel successo in casa del Lecce subentrando nella ripresa a Lassana Coulibaly.
Il 1º settembre 2023 viene ceduto in prestito alla Reggiana. Coi granata disputa 17 partite mettendo a referto un assist.

#### Ritorno al Venezia
A fine prestito fa ritorno al Venezia, in cui milita per una stagione (trovando poco spazio) per poi rescindere il proprio contratto il 29 luglio 2025.

### Nazionale
Dopo avere rappresentato le nazionali giovanili slovene, il 23 marzo 2018 debutta con la nazionale maggiore nell'amichevole persa per 2-0 contro l'Austria, rilevando al 77' Josip Iličić.

## Statistiche

### Presenze e reti nei club
Statistiche aggiornate al 24 maggio 2025.
| Stagione        | Squadra         | Campionato      | Campionato | Campionato | Coppe nazionali | Coppe nazionali | Coppe nazionali | Coppe continentali | Coppe continentali | Coppe continentali | Altre coppe | Altre coppe | Altre coppe | Totale | Totale |
| Stagione        | Squadra         | Comp            | Pres       | Reti       | Comp            | Pres            | Reti            | Comp               | Pres               | Reti               | Comp        | Pres        | Reti        | Pres   | Reti   |
| --------------- | --------------- | --------------- | ---------- | ---------- | --------------- | --------------- | --------------- | ------------------ | ------------------ | ------------------ | ----------- | ----------- | ----------- | ------ | ------ |
| 2012-2013       | Koper           | 1. SNL          | 22         | 0          | CS              | 3               | 0               | -                  | -                  | -                  | -           | -           | -           | 25     | 0      |
| 2013-2014       | Koper           | 1. SNL          | 33         | 1          | CS              | 1               | 0               | -                  | -                  | -                  | -           | -           | -           | 34     | 1      |
| 2014-2015       | Koper           | 1. SNL          | 34         | 1          | CS              | 6               | 0               | UEL                | 4                  | 0                  | -           | -           | -           | 44     | 1      |
| Totale Koper    | Totale Koper    | Totale Koper    | 89         | 2          |                 | 10              | 0               |                    | 4                  | 0                  |             | -           | -           | 103    | 2      |
| 2015-2016       | Lugano          | SL              | 26         | 3          | CS              | 4               | 1               | -                  | -                  | -                  | -           | -           | -           | 30     | 4      |
| 2016-2017       | Lugano          | SL              | 30         | 1          | CS              | 3               | 0               | -                  | -                  | -                  | -           | -           | -           | 33     | 1      |
| 2017-2018       | Lugano          | SL              | 28         | 1          | CS              | 3               | 1               | UEL                | 3                  | 0                  | -           | -           | -           | 34     | 2      |
| 2018-2019       | Lugano          | SL              | 26         | 0          | CS              | 4               | 2               | -                  | -                  | -                  | -           | -           | -           | 30     | 2      |
| 2019-2020       | Lugano          | SL              | 3          | 0          | CS              | 0               | 0               | UEL                | 1                  | 0                  | -           | -           | -           | 4      | 0      |
| Totale Lugano   | Totale Lugano   | Totale Lugano   | 113        | 5          |                 | 14              | 4               |                    | 4                  | 0                  |             | -           | -           | 131    | 9      |
| 2020-2021       | Venezia         | B               | 30+5       | 3          | CI              | 2               | 0               | -                  | -                  | -                  | -           | -           | -           | 37     | 3      |
| 2021-2022       | Venezia         | A               | 34         | 3          | CI              | 3               | 1               | -                  | -                  | -                  | -           | -           | -           | 37     | 4      |
| 2022-gen. 2023  | Venezia         | B               | 18         | 3          | CI              | 0               | 0               | -                  | -                  | -                  | -           | -           | -           | 18     | 3      |
| gen.-giu. 2023  | Salernitana     | A               | 7          | 0          | CI              | -               | -               | -                  | -                  | -                  | -           | -           | -           | 7      | 0      |
| 2023-2024       | Reggiana        | B               | 16         | 0          | CI              | 1               | 0               | -                  | -                  | -                  | -           | -           | -           | 17     | 0      |
| 2024-2025       | Venezia         | A               | 8          | 0          | CI              | 1               | 0               | -                  | -                  | -                  | -           | -           | -           | 9      | 0      |
| Totale Venezia  | Totale Venezia  | Totale Venezia  | 90+5       | 10         |                 | 5               | 1               |                    | -                  | -                  |             | -           | -           | 101    | 10     |
| Totale carriera | Totale carriera | Totale carriera | 320        | 16         |                 | 31              | 5               |                    | 8                  | 0                  |             | -           | -           | 357    | 21     |

### Cronologia presenze e reti in nazionale
| Cronologia completa delle presenze e delle reti in nazionale ― Slovenia | Cronologia completa delle presenze e delle reti in nazionale ― Slovenia | Cronologia completa delle presenze e delle reti in nazionale ― Slovenia | Cronologia completa delle presenze e delle reti in nazionale ― Slovenia | Cronologia completa delle presenze e delle reti in nazionale ― Slovenia | Cronologia completa delle presenze e delle reti in nazionale ― Slovenia | Cronologia completa delle presenze e delle reti in nazionale ― Slovenia | Cronologia completa delle presenze e delle reti in nazionale ― Slovenia |
| Data                                                                    | Città                                                                   | In casa                                                                 | Risultato                                                               | Ospiti                                                                  | Competizione                                                            | Reti                                                                    | Note                                                                    |
| ----------------------------------------------------------------------- | ----------------------------------------------------------------------- | ----------------------------------------------------------------------- | ----------------------------------------------------------------------- | ----------------------------------------------------------------------- | ----------------------------------------------------------------------- | ----------------------------------------------------------------------- | ----------------------------------------------------------------------- |
| 23-3-2018                                                               | Klagenfurt                                                              | Austria                                                                 | 3 – 0                                                                   | Slovenia                                                                | Amichevole                                                              | -                                                                       | 77’                                                                     |
| 27-3-2018                                                               | Lubiana                                                                 | Slovenia                                                                | 0 – 2                                                                   | Bielorussia                                                             | Amichevole                                                              | -                                                                       | 69’                                                                     |
| 2-6-2018                                                                | Podgorica                                                               | Montenegro                                                              | 0 – 2                                                                   | Slovenia                                                                | Amichevole                                                              | -                                                                       | 62’                                                                     |
| 9-9-2018                                                                | Nicosia                                                                 | Cipro                                                                   | 2 – 1                                                                   | Slovenia                                                                | UEFA Nations League 2018-2019 - 1º turno                                | -                                                                       |                                                                         |
| 13-10-2018                                                              | Oslo                                                                    | Norvegia                                                                | 1 – 0                                                                   | Slovenia                                                                | UEFA Nations League 2018-2019 - 1º turno                                | -                                                                       | 61’                                                                     |
| 16-10-2018                                                              | Lubiana                                                                 | Slovenia                                                                | 1 – 1                                                                   | Cipro                                                                   | UEFA Nations League 2018-2019 - 1º turno                                | -                                                                       |                                                                         |
| 16-11-2018                                                              | Lubiana                                                                 | Slovenia                                                                | 1 – 1                                                                   | Norvegia                                                                | UEFA Nations League 2018-2019 - 1º turno                                | -                                                                       | 58’                                                                     |
| 21-3-2019                                                               | Haifa                                                                   | Israele                                                                 | 1 – 1                                                                   | Slovenia                                                                | Qual. Euro 2020                                                         | -                                                                       | 62’                                                                     |
| 24-3-2019                                                               | Lubiana                                                                 | Slovenia                                                                | 1 – 1                                                                   | Macedonia del Nord                                                      | Qual. Euro 2020                                                         | -                                                                       | 84’                                                                     |
| 7-6-2019                                                                | Vienna                                                                  | Austria                                                                 | 1 – 0                                                                   | Slovenia                                                                | Qual. Euro 2020                                                         | -                                                                       | 63’ 78’                                                                 |
| 10-6-2019                                                               | Riga                                                                    | Lettonia                                                                | 0 – 5                                                                   | Slovenia                                                                | Qual. Euro 2020                                                         | 2                                                                       | 83’                                                                     |
| 6-9-2019                                                                | Lubiana                                                                 | Slovenia                                                                | 2 – 0                                                                   | Polonia                                                                 | Qual. Euro 2020                                                         | -                                                                       | 90+1’                                                                   |
| 15-11-2020                                                              | Lubiana                                                                 | Slovenia                                                                | 2 – 1                                                                   | Kosovo                                                                  | UEFA Nations League 2020-2021 - 1º turno                                | -                                                                       | 87’                                                                     |
| 24-3-2021                                                               | Lubiana                                                                 | Slovenia                                                                | 1 – 0                                                                   | Croazia                                                                 | Qual. Mondiali 2022                                                     | -                                                                       | 64’                                                                     |
| 30-3-2021                                                               | Strovolos                                                               | Cipro                                                                   | 1 – 0                                                                   | Slovenia                                                                | Qual. Mondiali 2022                                                     | -                                                                       | 58’                                                                     |
| 1-6-2021                                                                | Skopje                                                                  | Macedonia del Nord                                                      | 1 – 1                                                                   | Slovenia                                                                | Amichevole                                                              | 1                                                                       | 62’                                                                     |
| 4-6-2021                                                                | Capodistria                                                             | Slovenia                                                                | 6 – 0                                                                   | Gibilterra                                                              | Amichevole                                                              | -                                                                       | 62’                                                                     |
| 1-9-2021                                                                | Lubiana                                                                 | Slovenia                                                                | 1 – 1                                                                   | Slovacchia                                                              | Qual. Mondiali 2022                                                     | -                                                                       | 57’                                                                     |
| 4-9-2021                                                                | Lubiana                                                                 | Slovenia                                                                | 1 – 0                                                                   | Malta                                                                   | Qual. Mondiali 2022                                                     | -                                                                       | 61’                                                                     |
| 8-10-2021                                                               | Ta' Qali                                                                | Malta                                                                   | 0 – 4                                                                   | Slovenia                                                                | Qual. Mondiali 2022                                                     | -                                                                       | 61’                                                                     |
| 11-10-2021                                                              | Maribor                                                                 | Slovenia                                                                | 1 – 2                                                                   | Russia                                                                  | Qual. Mondiali 2022                                                     | -                                                                       | 72’                                                                     |
| 26-3-2022                                                               | Al Rayyan                                                               | Croazia                                                                 | 1 – 1                                                                   | Slovenia                                                                | Amichevole                                                              | -                                                                       | 78’                                                                     |
| 9-6-2022                                                                | Oslo                                                                    | Norvegia                                                                | 0 – 0                                                                   | Slovenia                                                                | UEFA Nations League 2022-2023 - 1º turno                                | -                                                                       | 66’                                                                     |
| 12-6-2022                                                               | Lubiana                                                                 | Slovenia                                                                | 2 – 2                                                                   | Serbia                                                                  | UEFA Nations League 2022-2023 - 1º turno                                | -                                                                       | 46’                                                                     |
| 24-9-2022                                                               | Lubiana                                                                 | Slovenia                                                                | 2 – 1                                                                   | Norvegia                                                                | UEFA Nations League 2022-2023 - 1º turno                                | -                                                                       | 88’                                                                     |
| 27-9-2022                                                               | Solna                                                                   | Svezia                                                                  | 1 – 1                                                                   | Slovenia                                                                | UEFA Nations League 2022-2023 - 1º turno                                | -                                                                       | 64’                                                                     |
| Totale                                                                  |                                                                         | Presenze                                                                | 26                                                                      |                                                                         | Reti                                                                    | 3                                                                       |                                                                         |

## Palmarès

### Club

#### Competizioni nazionali
- Coppa di Slovenia: 1

Koper: 2014-2015
- Supercoppa di Slovenia: 1

Koper: 2015